# Bermudy na Letnich Igrzyskach Olimpijskich 1984
Bermudy na Letnich Igrzyskach Olimpijskich 1984 reprezentowało 12 zawodników, 11 mężczyzn i 1 kobieta.

## Skład reprezentacji

### Jeździectwo
Mężczyźni
- Peter Gray
  - WKKW mix - nie ukończył

### Kolarstwo
Mężczyźni
- Buddy Ford
  - Wyścig indywidualny ze startu wspólnego - nie ukończył

- Earl Godfrey
  - Wyścig indywidualny ze startu wspólnego - nie ukończył

- Clyde Wilson
  - Wyścig indywidualny ze startu wspólnego - nie ukończył

### Lekkoatletyka
Mężczyźni
- Bill Trott
  - Bieg na 100 m - odpadł w pierwszej rundzie eliminacyjnej

- Gregory Simons
  - Bieg na 200 m - odpadł w pierwszej rundzie eliminacyjnej

- Clarence Saunders
  - Skok wzwyż - 21. miejsce

Kobiety
- Sonia Smith
  - Rzut oszczepem - 20. miejsce

### Pływanie
- Victor Ruberry
  - 100 m stylem klasycznym - 24. miejsce
  - 200 m stylem klasycznym - 36. miejsce

### Żeglarstwo
Mężczyźni
- Hugh Watlington
  - Windsyrfer - 27. miejsce

- Alan Burland i Christopher Nash
  - Klasa Open, Tornado - 5. miejsce